# Middlemarch
Middlemarch, även översatt till svenska som Ur landsortslifvet, är en roman av George Eliot (författarnamn för Mary Anne Evans). Romanen publicerades som en följetong 1871–1872 och som enhetlig bokutgåva 1874.
Virginia Woolf beskrev romanen som "en av få engelska romaner skrivna för vuxna människor".

## Handling
Handlingen utspelar sig i den fiktiva staden Middlemarch i Midlands runt åren 1830–1832, då bland annat Georg IV avled och Reform Act antogs. Romanens huvudperson är den unga, idealistiska Dorothea Brooke. Dorothea drömmer om att göra skillnad i världen och tror att ett sätt att göra detta på är att gifta sig med den allvarsamme prästen Edward Casaubon. Hon hoppas kunna hjälpa Casaubon med hans studier, men äktenskapet blir snabbt olyckligt.
Romanen följer även den ambitiöse provinsialläkaren Tertius Lydgate och hans fåfänga hustru Rosamond Vincy, konstnären Will Ladislaw och en mängd andra personer i Middlemarch.

## Översättningar
Den första svenska översättningen gavs ut 1888-1899 på Norstedts förlag med titeln Ur landsortslifvet, i översättning av A. G. Engberg.
Den senaste översättningen gavs ut 2024 på Albert Bonniers förlag med titeln Middlemarch : en studie i lantligt småstadsliv, i översättning av Hans-Jacob Nilsson.

## Bearbetningar

### Filmatiseringar
- 1968 - Middlemarch, tv-serie med Michele Dotrice som Dorothea Brooke och Donald Douglas som Tertius Lydgate.[4]

- 1994 - Middlemarch, tv-serie med Juliet Aubrey som Dorothea Brooke och Douglas Hodge som Tertius Lydgate.[5]